# Jia Pingwa
Jia Pingwa (en chino, 贾平凹; pinyin, Jiǎ Píngwā; Shangluo, Shaanxi, 21 de febrero de 1952) escritor de China.
Es uno de los escritores más populares de su país y su obra ha sido prohibida varias veces, su libro Fei Du de 1993 fue vetado por su explícito contenido erótico

## Para saber más
- Chinese Writers on Writing featuring Jia Pingwa. Ed. Arthur Sze. (Trinity University Press, 2010)